# Пань Цзыли
Пань Цзыли́ (кит. 潘自力, Май 1904 – 22 мая 1972) — китайский дипломат и политик. Родился в области Хуачжоу. Учился в Москве, в Коммунистическом университете трудящихся Китая. Был секретарем Компартии Шэньси (1952-1955). Посол Китая в Северной Корее (1955-1956), Индии (1956-1962) и СССР (1962-1966). Был делегатом 3-го Всекитайского собрания народных представителей. Пань Цзыли скончался «в результате преследований» Линь Бяо и «четверки».

## Биография
Пань Цзыли родился в 1904 году в области Хуачжоу китайской провинции Шэньси. В 1920-х годах учился в Москве, в Коммунистическом университете трудящихся Китая. Присоединился к революции в 1923 году, член Коммунистической партии Китая с 1926 года. В 1928 году участвовал в беспорядке Вэйхуа в Шэньси. В ноябре 1928 года был арестован в Сиане и, не опасаясь пыток, соблюдал секреты партии. В октябре 1930 года сбежал из тюрьмы и уехал учиться во Францию. Вернулся в Китай в мае 1933 года.
Отвечал за работу партии и внес свой вклад в 1936 году в урегулирование инцидента Сиань. В 1937 году служил министром военно-политической пропаганды, заместителем директора политического отдела полевой армии Северного Китая.
Был секретарем КПК Сиань, послом в КНДР (1955-1956), Индии и Непале по совместительству (1956-1962), СССР (1962-1966).
Был послом в СССР в трудное время, когда КПК фактически объявляла, что встает в открытую оппозицию к КПСС. В 1964 году, после смещения Н. С. Хрущева, Советский Союз в одностороннем порядке сделал ряд шагов для нормализации двусторонних отношений. 28 ноября 1965 г. ЦК КПСС обратился к ЦК КПК с программой развития двустороннего экономического сотрудничества.
В ответном письме ЦК КПК заявил, что между КПК и КПСС «существует то, что разъединяет, и нет того, что объединяет».
12 января 1966 года китайский посол в Москве Пан Цзыли официально передал письмо ЦК КПК советской стороне. В нем говорилось: «Если вы хотите, чтобы мы и все другие марксисты-ленинцы перестали разоблачать вас и вести с вами борьбу, то единственное средство для этого: по-настоящему осознать свои заблуждения, полностью покончить с ревизионистскими и раскольническими ошибками, допущенными вами за период после XX и XXII съездов КПСС и после ухода Хрущева с руководящих постов, и вернуться на путь марксизма-ленинизма и пролетарского интернационализма. Никаким подштопыванием делу не поможешь».
Подвергался преследованиям в годы «культурной революции». Скончался 22 мая 1972 года в лагере в уезде Хосянь провинции Шаньси.